# Букай, Хорхе
Букай Хорхе (исп. Bucay Jorge) — известный аргентинский психотерапевт и автор книг по популярной психологии.

## Биография
Родился в 1949 году в пригороде Буэнос-Айреса в скромной семье. Начал работать в 13 лет. В одной из своих книг Букай сказал о себе так: «Я торговал на улице носками, был клоуном, страховым агентом, кладовщиком и таксистом. Но в итоге мальчик из средней семьи стал врачом, психотерапевтом, преподавателем, лектором, ведущим авторской программы на радио и телевидении, автором книг».
В 1973 году Букай окончил медицинский факультет Университета в Буэнос-Айресе и более 30 лет проработал психотерапевтом и психоаналитиком. Был сотрудником госпиталя Пировано и в клинике г. Санта-Моника в Буэнос-Айресе, где специализировался на психических заболеваниях.

## Личная жизнь
Разведён. Есть подруга. Двое детей: сын — психотерапевт, дочь — кардиолог. Есть внук.

## Признание
Сегодня доктор Букай живет в Мексике (из Испании он уже уехал) и считает себя «профессиональным утешителем», хотя лечебной деятельностью он больше не занимается, посвятив себя написанию книг, которые он называет медицинскими инструментами, и конференциям по обучению врачеванию. Кроме того, он издает в Испании популярный в Европе и Латинской Америке журнал «Mente Sana» («Здоровый дух»).
Хорхе Букай считается звездой современной аргентинской литературы. Его книги переведены на 18 языков мира, а их общий тираж превышает 2 миллиона экземпляров. Испанские издатели Хорхе Букая говорят, что в испанском общественном транспорте ежедневно можно встретить как минимум двух-трех человек, с увлечением читающих книги доктора Букая.
В 2006 году книга «Кандидат» Хорхе Букая получила испанскую Литературную премию города Торревьехи за лучший роман на испанском языке. Эта премия одна из самых щедрых литературных премий в мире: по сумме, выплачиваемой лауреату, она стоит на 3 месте после Нобелевской премии по литературе и испанской премии «Планета».

## Особенности произведений
Произведения Хорхе Букая отличает увлекательный сюжет, юмор и мудрость. Это не просто книги практических советов, скорее настоящие романы, в повествование которых вплетаются истории, сказки, притчи.
Книги Букая внушают оптимизм и помогают жить, любить и понимать себя. И, пожалуй, нет проблем, которые бы писатель не затронул в своих произведениях: депрессия, материальные проблемы, семейные конфликты, отсутствие любви, непонимание между родителями и детьми, зависимость от семьи, друзей, работы, низкая самооценка, стремление к идеалу…
Как отмечают критики: «Этот мудрый и несомненно оптимистичный писатель обладает явной способностью говорить просто о сложном. Чтение его книг можно приравнять к визиту к настоящему психотерапевту».
В 2009 году Хорхе Букай посетил Москву в связи с выходом своей книги и прочитал лекцию «Любить с открытыми глазами» .

## Публикации
- Хорхе Букай, Сильвия Салинас. Все (не) закончено. — Москва: Астрель, 2013. — 152 с. — ISBN 978-5-271-38482-0.
- Хорхе Букай. Море эгоиста. — Москва: Астрель, 2013. — 320 с. — ISBN 978-5-17-079227-6.
- Хорхе Букай. Путь к счастью. — Москва: Астрель, 2013. — 320 с. — ISBN 978-5-17-085085-3.
- Хорхе Букай. Кандидат. — Москва: Астрель, 2014. — 512 с. — ISBN 978-5-17-083923-0.
- Хорхе Букай. Письма Клаудии. — Москва: Астрель, 2014. — 352 с. — ISBN 978-5-17-080553-2.
- Хорхе Букай. Путь слез. — Москва: Астрель, 2014. — 384 с. — ISBN 978-5-17-082446-5.
- Хорхе Букай. Я хочу рассказать вам о.... — Москва: Астрель, 2014. — 384 с. — ISBN 978-5-17-081571-5.
- Хорхе Букай. Истории для размышлений. — Москва: Астрель, 2015. — 224 с. — ISBN 978-5-17-082445-8.
- Хорхе Букай. Путь встреч. — Москва: Астрель, 2015. — 352 с. — ISBN 978-5-17-089639-4.
- Хорхе Букай. Три главных вопроса. — Москва: Астрель, 2015. — 416 с. — ISBN 978-5-17-088577-0.